# Silence (album)
A Silence címet kapta a finn Sonata Arctica együttes második stúdióalbuma.
A lemezt 2001-ben adta ki a Spinefarm Records.
Ez az egyetlen olyan nagylemeze a zenekarnak, amelyen Mikko Harkin billentyűzik, mivel ő személyes okokból kilépett a zenekarból a Winterheart's Guild felvétele előtt.
Az énekes Tony Kakko állítása szerinte a Silence egy jóval egyedibb hangzást képvisel, mint az előző lemezük, egy úgymond sokkal érettebb anyag.  Archiválva 2005. augusztus 27-i dátummal a Wayback Machine-ben

## Számlista
(mindegyik számot Tony Kakko írta)
1. …of Silence – 1:17
2. Weballergy – 3:51
3. False News Travel Fast – 5:18
4. The End of This Chapter – 7:01
5. Black Sheep – 3:42
6. Land of the Free – 4:24
7. Last Drop Falls – 5:13
8. San Sebastian (Revisited) – 4:37
9. Sing In Silence – 3:51
10. Revontulet (instrumental) – 1:32
11. Tallulah – 5:20
12. Wolf & Raven – 4:15
13. Respect the Wilderness – 3:51 (Bónusz dal Japánban és Dél-Koreában)
14. The Power of One – 10:01

## Közreműködők
- Tony Kakko – ének
- Jani Liimatainen – gitár
- Mikko Härkin – billentyűsök
- Marko Paasikoski – basszusgitár
- Tommy Portimo – dob
- Timo Kotipelto – vendégénekes a „False News Travels Fast” című dalban
- Nik Van-Eckmann – narrátor („…of Silence”, „The End of This Chapter”, „Last Drop Falls” and „The Power of One”)
- Renay Gonzalez – a női hang a „The End of This Chapter”-ben